# Chodzież
Chodzież este un oraș în Polonia.